# Sergueï Chepelev
Temple de la renommée russe : 2012
Sergueï Mikhaïlovitch Chepelev, en russe Сергей Михайлович Шепелев (né le 13 octobre 1955 à Nijni Taguil en URSS), est un joueur professionnel russe de hockey sur glace devenu entraîneur.

## Carrière de joueur
Il commence sa carrière professionnelle en championnat d'URSS avec l'Avtomobilist Sverdlovsk en 1978. La saison suivante, il signe au HC Spartak Moscou. En 1989, il met un terme à sa carrière avec un bilan de 453 matchs et 189 buts.

## Carrière internationale
Il a représenté l'URSS à 103 reprises (42 buts) sur une période de six saisons entre 1980 à 1985. L'équipe a remporté les Jeux olympiques en 1984. Il a participé à deux éditions des championnats du monde pour un bilan de deux médailles d'or.

## Statistiques
Pour les significations des abréviations, voir Statistiques du hockey sur glace.

### En club
| Saison    | Équipe                  | Ligue |    | Saison régulière | Saison régulière | Saison régulière | Saison régulière | Saison régulière |   | Séries éliminatoires | Séries éliminatoires | Séries éliminatoires | Séries éliminatoires | Séries éliminatoires |
| Saison    | Équipe                  | Ligue | PJ | B                | A                | Pts              | Pun              | PJ               | B | A                    | Pts                  | Pun                  |                      |                      |
| 1978-1979 | Avtomobilist Sverdlovsk | URSS  | 42 | 20               | 14               | 34               | 30               |                  |   |                      |                      |                      |                      |                      |
| 1979-1980 | Spartak Moscou          | URSS  | 37 | 10               | 8                | 18               | 12               |                  |   |                      |                      |                      |                      |                      |
| 1980-1981 | Spartak Moscou          | URSS  |    | 28               | 20               | 48               | 22               |                  |   |                      |                      |                      |                      |                      |
| 1981-1982 | Spartak Moscou          | URSS  | 40 | 17               | 17               | 34               | 20               |                  |   |                      |                      |                      |                      |                      |
| 1982-1983 | Spartak Moscou          | URSS  | 41 | 18               | 10               | 28               | 20               |                  |   |                      |                      |                      |                      |                      |
| 1983-1984 | Spartak Moscou          | URSS  | 44 | 21               | 21               | 42               | 25               |                  |   |                      |                      |                      |                      |                      |
| 1984-1985 | Spartak Moscou          | URSS  | 46 | 21               | 16               | 37               | 24               |                  |   |                      |                      |                      |                      |                      |
| 1985-1986 | Spartak Moscou          | URSS  | 37 | 12               | 16               | 28               | 31               |                  |   |                      |                      |                      |                      |                      |
| 1986-1987 | Spartak Moscou          | URSS  | 40 | 10               | 12               | 22               | 24               |                  |   |                      |                      |                      |                      |                      |
| 1987-1988 | Spartak Moscou          | URSS  | 40 | 11               | 15               | 26               | 22               |                  |   |                      |                      |                      |                      |                      |
| 1988-1989 | Spartak Moscou          | URSS  |    |                  |                  |                  |                  |                  |   |                      |                      |                      |                      |                      |

### En équipe nationale
| Année | Équipe | Compétition |  | PJ | B | A | Pts | Pun                |  | Résultat |
| 1981  | URSS   | CM          |  |    |   |   |     | Médaille d'or      |  |          |
| 1981  | URSS   | CC          |  |    |   |   |     | Médaille d'or      |  |          |
| 1982  | URSS   | CM          |  |    |   |   |     | Médaille d'or      |  |          |
| 1984  | URSS   | JO          |  |    |   |   |     | Médaille d'or      |  |          |
| 1984  | URSS   | CC          |  |    |   |   |     | Médaille de bronze |  |          |